# Parabathyscia meridionalis
Parabathyscia meridionalis es una especie de escarabajo del género Parabathyscia, familia Leiodidae. Fue descrita por René Gabriel Jeannel en 1949.

## Distribución
Se encuentra en Córcega.